# 疔座霉属
疔座霉属（学名：Polystigmina）是黑痣菌科下的一个属。

## 下属物种
本属包括以下物种：
- Polystigmina pallescens Petr.
- 类疔座霉 Polystigmina rubra Sacc.